# Flat Assembler
Flat Assembler (FASM) je volný a otevřený víceprůchodový assembler, vytvořený Tomaszem Grysztarem. Fasm je napsán na principu stejný zdroj, stejný výstup, disponuje nevelkými rozměry a velmi vysokou rychlostí kompilace. Má bohatou a výstižnou makro–syntaxi dovolující automatizovat množství rutinních úkolů. Jsou podporovány jak objektové formáty, tak i formáty spustitelných souborů. To ve většině případů dovoluje se obejít bez linkeru. V ostatních případech je třeba pomocné linkery, protože tyto nejsou rozšiřovány spolu s fasm.
Kromě základního souboru instrukcí procesoru a koprocesoru fasm podporuje soubory instrukcí MMX, SSE, SSE2, SSE3, SSSE3, SSE4.1, SSE4.2, SSE4a, AVX a 3DNow!, a také EM64T a AMD64 (včetně AMD SVM a Intel SMX).
Kompilace programu v fasm se skládá ze dvou stadií: předzpracování a sestavování.

## Předzpracování
Ve stadiu předzpracování se otevírají všechna makra, symbolické konstanty, zpracovávají se směrnice předzpracování. Na rozdíl od stadia sestavování se předzpracování provádí pouze jednou. Mísení obou stadií, předzpracování a sestavování, je rozšířená chyba začátečníků.

## Sestavování
Ve stadiu sestavování se specifikuje adresa označení, zpracovávají se dohodnuté pokyny, otevírají se cykly a generuje se přesně program. Fasm je víceprůchodový assembler, který dovoluje vytvářet některé optimalizace, například generování krátkého přechodu na označení místo dlouhého. V době průchodu nemůže kompilátor vždy vyčíslit termíny v předpisech podmínek. V tomto případě dělá nějaký výběr a snaží se kompilovat další. Díky tomu, že adresy označení, vyčíslených na N průchodu se využívají na N+1 průchodu, je tento proces obvykle schůdný.

## Formát zápisu instrukcí
Jsou využívány zápisy pokynů Intel syntax. Jediný existující rozdíl od formátu používaného v jiných assemblerech (MASM, TASM v režimu společně s MASM) je, že význam paměťové buňky se vždy označuje jako [label_name] a prosté label_name označuje adresu (to znamená pořadové číslo) paměťové buňky. To dovoluje obejít se bez klíčového slova offset. Také v fasm se při konkretizaci rozměru operandu namísto byte ptr se píše jednoduché byte, namísto word ptr — word atd. Není dovoleno používat několik hranatých závorek v jednom operandu, obrazně místo [bx][si] je nutné psát [bx+si]. Tyto změny syntaxe přispěly k více uniformnímu a lehce čitelnému kódu.

## Příklad programu
Příklad programu Windows «Hello, world!», který provádí toto spojení s funkcí MessageBox a následně se ukončí:
```
 
format
 
pe
 
gui
 
4
.0

 
entry
 
start

 
include
 
'
win32a.inc
'

 

 
start:

 
invoke
 
MessageBox
,
NULL
,
message
,
message
,
MB_OK

 
invoke
 
ExitProcess
,
0

 

 
message
 
db
 
'
Hello
,
 
World
!
'
,
0

 

 
data
 
import

 
library
 
kernel32
,
'
kernel32.dll
'
,
\

 
user32
,
'
user32.dll
'

 
include
 
'
api
/
kernel32.inc
'

 
include
 
'
api
/
user32.inc
'

 
end
 
data

```

Nebo také:
```
 
include
 
'
win32ax.inc
'

 
.code

 
main:

 
invoke
 
MessageBox
,
NULL
,
'
Hello
,
 
World
!
'
,
'
Fasm
 
message
 
box
:
'
,
MB_OK

 
invoke
 
ExitProcess
,
0

 
.end
 
main

```

Složitější varianta s upřesněním sekcí v PE-souboru:
```
 
format
 
pe
 
gui

 
entry
 
start

 
include
 
'
win32a.inc
'

 
section
 
'
.data
'
 
data
 
readable
 
writeable

 
message
 
db
 
'
Hello
,
 
World
!
'
,
0

 
section
 
'
.code
'
 
code
 
readable
 
executable

 
start:

 
invoke
 
MessageBox
,
NULL
,
message
,
message
,
MB_OK

 
invoke
 
ExitProcess
,
0

 
section
 
'
.idata
'
 
import
 
data
 
readable
 
writeable

 
library
 
kernel32
,
'
kernel32.dll
'
,
\

 
user32
,
'
user32.dll
'

 
import
 
kernel32
,
\

 
ExitProcess
,
'
ExitProcess
'

 
import
 
user32
,
\

 
MessageBox
,
'
MessageBoxA
'

```

Příklad jednoduchého programu ve formátu .COM:
```
 
org
 
100
h

 
mov
 
ah
,
9
h

 
mov
 
dx
,
hello

 
int
 
21
h

 
mov
 
ah
,
8
h

 
int
 
21
h

 
int
 
20
h

 
hello
 
db
 
13
,
10
,
"
Hello
,
 
World
!
$
"

```

Příklad jednoduchého programu ve formátu ELF:
```
format
 
ELF
 
executable
 
3

entry
 
start

segment
 
readable
 
executable

start:

 
mov
 
eax
,
4

 
mov
 
ebx
,
1

 
mov
 
ecx
,
msg

 
mov
 
edx
,
msg_size

 
int
 
0x80

 
mov
 
eax
,
1

 
xor
 
ebx
,
ebx

 
int
 
0x80

segment
 
readable
 
writeable

msg
 
db
 
'
Hello
 
world
!
'
,
0xA

msg_size
 
=
 
$-msg

```

## Formát výstupních souborů
S pomocí příkazu format lze vytvořit následující formáty výstupní souborů:
- MZ — spustitelné soubory DOS.
- PE — spustitelné soubory Windows (konzolní, grafické přílohy a dynamické knihovny).
  - PE64 — spustitelné soubory 64bitových verzí Windows.
- COFF, MS COFF, MS64 COFF — objektové soubory.
- ELF, ELF64 — spustitelné soubory v UN*X.
- ARM — rozpracováno nadšenci, lze najít na oficiálním fóru.
- Binary — soubory volné struktury. Při uvedení 100h (org 100h), ) lze obdržet výkonný soubor formátu .COM. Takže s pomocí format binary lze kompilovat soubory údajů.[3]

## Podporované operační systémy
- DOS
- Windows: NT, XP, Vista, 7
- Založené na Linux — přímo, přes systémové vyvolání
- FreeBSD
- Ostatní, založené na libc (UN*X)
- MenuetOS, KolibriOS — nedodává se ve standardním kompletu fasm, dodává se spolu s těmito operačními systémy

## Podpora fasm ve vedlejších programových produktech
Definiční soubor podporující zvýraznění syntaxe fasm se dodává spolu se základním kompletem Vim. Využití fasm podporují mnohé specializované IDE, například RadASM, WinAsm Studio, Fresh (speciálně projektovaný pod fasm) atd.